# Rydbo
Rydbo är en tätort i Österåkers kommun, cirka 10 kilometer från centralorten Åkersberga. Rydbo har en station på Roslagsbanan och ingår i postorten Åkersberga.

## Befolkningsutveckling
| Befolkningsutvecklingen i Rydbo 1960–2020 | Befolkningsutvecklingen i Rydbo 1960–2020 | Befolkningsutvecklingen i Rydbo 1960–2020 | Befolkningsutvecklingen i Rydbo 1960–2020 | Befolkningsutvecklingen i Rydbo 1960–2020 |
| ----------------------------------------- | ----------------------------------------- | ----------------------------------------- | ----------------------------------------- | ----------------------------------------- |
|                                           |                                           |                                           |                                           |                                           |
| År                                        |                                           |                                           | Folkmängd                                 | Areal (ha)                                |
| 1960                                      | 1960                                      |                                           | 216                                       | 31                                        |
| 1965                                      | 1965                                      |                                           | 215                                       | 31                                        |
| 1970                                      | 1970                                      |                                           | 230                                       |                                           |
| 1975                                      | 1975                                      |                                           | 273                                       |                                           |
| 1980                                      | 1980                                      |                                           | 282                                       |                                           |
| 1990                                      | 1990                                      |                                           | 494                                       | 33                                        |
| 1995                                      | 1995                                      |                                           | 499                                       | 33                                        |
| 2000                                      | 2000                                      |                                           | 480                                       | 33                                        |
| 2005                                      | 2005                                      |                                           | 520                                       | 35                                        |
| 2010                                      | 2010                                      |                                           | 582                                       | 35                                        |
| 2015                                      | 2015                                      |                                           | 597                                       | 42                                        |
| 2020                                      | 2020                                      |                                           | 580                                       | 41                                        |
|                                           |                                           |                                           |                                           |                                           |

## Samhället
Rydbo är omgivet av skog, trots sin närhet till andra exploaterade områden som t.ex. Arninge och Ullna Strand i Täby kommun och Svinningeområdet och Åkers Runö i Österåker. Förklaringen är att Rydboholms gård äger mycket stora marker runt Rydbo och att mark inte har sålts av till bostadsområden.
Bostäderna i Rydbo är villor av blandade åldrar samt två radhusområden (ett från 1980-talet på Brovallsvägen och ett äldre på Vasavägen och Brahevägen byggt 1958–59). Dessutom finns en bostadsrättsförening med 16 smålägenheter på Björkvägen vid stationen, byggt 2001. Ytterligare ett område med 16 bostadsrätter byggdes 2012 omedelbart väster om stationen. En större expansion har under lång tid planerats med cirka 100 bostäder, främst villor och radhus, öster om Rydbo station längs med Brovallsvägens norra sida.
En multihall har fått bygglov vid fotbollsplanen Wasavallen 2021.
Vandringsleden Blå leden går genom Rydbo och markerna är populära bland svampplockare.

## Kommunikationer
Rydbo har kommunikationer med både Roslagsbanan, som tar 30 minuter till Stockholms östra, och bussar från Vaxholm till Stockholm (från hållplats Östra Ryds kyrka, en bit från själva samhället).

## Utbildning
Det finns två skolor: den kommunala Rydboskolan och Rydbo friskola med Montessoriinriktning. Rydbo har två förskolor: den kommunala Skogsbacken och den fristående Mossbacken med två avdelningar med Montessoriinriktning (ingår i Rydbo friskola).

## Sevärdheter
I omgivningarna finns Östra Ryds kyrka med en konstsamling samt Rydboholms slott med sin engelska park. 